# El preu
El preu (en anglès original, The Prize) és una obra de teatre escrita pel dramaturg estatunidenc Arthur Miller i estrenada en Nova York en 1968. Ha estat traduïda al català per Neus Bonilla i Carme Camacho.

## Argument
El sergent de policia Victor Franz, de mitjana edat, deambula per l'àtic en què va viure la seva família en lloguer després de la crisi de la borsa de 1929. Es tracta d'una golfa abarrotada d'objectes que evoquen moments del seu passat. L'edifici ha de ser demolit i els mobles que el seu pare va anar acumulant al llarg dels anys han de ser venuts. Victor i la seva esposa Esther reben en el pis al germà major d'aquell, Walter, un prestigiós metge amb el qual no parlava des de feia 16 anys. El benefici de la renda hauria de ser repartit i s'entaula una discussió. Apareix llavors Gregory Solomon, un nonagenari interessat en el negoci.

## Representacions a Broadway
- Morosco Theatre, 7 de febrer de 1968. Estrena[2]
  - Intèrprets: Pat Hingle (Victor), Arthur Kennedy (Walter), Kate Reid (Esther), Harold Gary (Solomon).
- Playhouse Theatre, 1979.
  - Intèrprets: Mitchell Ryan (Victor), Fritz Weaver  (Walter), Scotty Bloch (Esther), Joseph Buloff (Solomon).
- Criterion Center Stage Right, 1992.
  - Intèrprets: Hector Elizondo (Victor), Joe Spano (Walter), Debra Mooney (Esther), Eli Wallach (Solomon).
- Royale Theatre, 1999.
  - Intèrprets: Jeffrey DeMunn (Victor), Harris Yulin (Walter), Lizbeth MacKay (Esther), Bob Dishy (Solomon). Aquesta reestrena va obtenir el premi Tony.

## Televisió
Fielder Cook va dirigir una adaptació per a la televisió nord-americana que es va emetre en 1971 en l'espai Hallmark Hall of Fame de la cadena NBC, amb George C. Scott (Victor), Barry Sullivan (Walter), David Burns (Solomon) i Colleen Dewhursty (Esther). Scott i Burnos van guanyar sengles Premi Emmy, igual que el director. Dewhursty i John Clements com a director artístic van estar nominats.

## L'obra a Espanya
L'obra es va estrenar en el Teatro Fígaro de Madrid el 12 de febrer de 1970, amb direcció de Narciso Ibáñez Menta i interpretació de Fernando Delgado, Jesús Puente, Carmen Bernardos i el propi Ibáñez Menta.
L'1 de febrer de 1974 es va emetre per Televisió espanyola, en l'espai Estudio 1, una adaptació, dirigida per Alberto González Vergel i interpretada per Fernando Delgado, Gabriel Llopart, Encarna Paso i Andrés Mejuto.
Es va reposar el 21 de desembre de 1979 al Teatre Principal de Palma en muntatge del grup argentí Teatro de los Buenos Ayres, interpretada per Fabiana Gabel, Fernando Vegal, Enrique Silva i Claudio Vegal.
La versió de 2003 va comptar amb la direcció de Jorge Eines i en el cartell, Juan Echanove (Víctor), Ana Marzoa (Esther), Helio Pedregal (Walter) i Juan José Otegui (Solomon). Aquest últim va aconseguir gràcies a la seva interpretació el XIV Premis de la Unión de Actores.
Ha estat traduïda al català i representada al Teatre Grec el 2016 sota la direcció de Sílvia Munt i interpretada per Pere Arquillué (Víctor), Ramon Madaula (Walter), Lluís Marco (Solomon) i Rosa Renom (Esther).